# Ambulyx carycina
Ambulyx carycina là một loài bướm đêm thuộc họ Sphingidae. Nó được miêu tả bởi Jordan năm 1919, và được tìm thấy ở Papua New Guinea.